# Rufino Tamayo
Rufino del Carmen Arellanes Tamayo (Oaxaca de Juárez, 25 de agosto de 1899 - Ciudad de México, 24 de junio de 1991) fue un pintor mexicano. Figura capital en el panorama de la pintura mexicana del siglo XX, Rufino Tamayo fue uno de los primeros artistas latinoamericanos que, junto con los representantes del conocido "grupo de los tres" (Rivera, Siqueiros y Orozco), alcanzó un relieve y una difusión auténticamente internacionales. Como ellos, participó en el importante movimiento muralista que floreció en el período comprendido entre las dos guerras mundiales. Sus obras, sin embargo, por su voluntad creadora y sus características, tienen una dimensión distinta y se distinguen claramente de las del mencionado grupo y sus epígonos.

## Estilo
Rufino Tamayo desarrolló una propuesta artística que combinaba elementos de la tradición precolombina con influencias del arte moderno europeo. A diferencia de los muralistas, cuya obra se centraba en temáticas sociales e históricas con un fuerte contenido ideológico, Tamayo optó por una estética más universalista y una expresión plástica más personal. Esta orientación ha sido interpretada por diversos críticos como un intento de dialogar con corrientes internacionales sin abandonar sus raíces culturales.
También desde el punto de vista teórico tiene Tamayo una personalidad distinta, pues no suscribió el radical compromiso político que sustentaba las producciones de los muralistas citados y prestó mayor atención a las calidades pictóricas. Es decir, aunque por la monumentalidad de su trabajo y las dimensiones y función de sus obras podría incorporarse al movimiento mural mexicano, diverge, no obstante, por su independencia de los planteamientos ideológicos y revolucionarios, y por una voluntad estética que desarrolla el tema indio con un estilo más formal y abstracto.

## Trayectoria
Nacido en Oaxaca, en el Estado del mismo nombre, hijo de indígenas zapotecas y, tal vez por ello, sin necesidad de reivindicar ideológicamente una herencia artística indígena que le era absolutamente natural, Rufino Tamayo fue un pintor de fecunda y larga vida, pues murió a la provecta edad de noventa y un años, en la Ciudad de México, en 1991. Desde temprana edad mostró interés por el dibujo, y su familia apoyó su inclinación hacia las artes plásticas, a diferencia de lo que ocurría comúnmente en la época con quienes buscaban desarrollarse en ese ámbito.
Inició su formación profesional y académica ingresando a los dieciséis años en la Academia de Bellas Artes de San Carlos. Pero su temperamento rebelde y sus dificultades para aceptar la férrea disciplina que exigía aquella institución le impulsaron a abandonar enseguida aquellos estudios y, a finales de aquel mismo año, dejó las aulas y se lanzó a una andadura que lo llevaría al estudio de los modelos del arte popular mexicano y a recorrer todos los caminos del arte contemporáneo, sin temor a que ello pudiera significarle una pérdida de autenticidad.
En 1926, en su primera exposición pública, se hicieron ya ostensibles algunas de las características de su obra y la evolución de su pensamiento artístico, puesta de relieve por el paso de un primitivismo de voluntad indigenista (patente en obras tan emblemáticas como su Autorretrato de 1931) a la influencia del constructivismo (evidente en sus cuadros posteriores, especialmente en Barquillo de fresa, pintado en el año 1938). Una evolución que había de llevarlo, también, a ciertos ensayos vinculados al surrealismo.
Paralelamente, Tamayo desempeñó cargos administrativos y se entregó a una tarea didáctica. En 1921 consiguió la titularidad del Departamento de Dibujo Etnográfico del Museo Nacional de Arqueología de México, hecho que para algunos críticos fue decisivo en su toma de conciencia de las fuentes del arte mexicano. Gracias al éxito conseguido en aquella primer exposición de 1926, fue invitado a exponer sus obras en el Art Center de Nueva York. Más tarde, en 1928, ejerció como profesor en la Escuela Nacional de Bellas Artes y, en 1932, fue nombrado director del Departamento de Artes Plásticas de la Secretaría de Educación Pública.

### Animales (1941), de Rufino Tamayo
En 1938 recibió y aceptó una oferta para enseñar en la Dalton School of Art de Nueva York, ciudad en la que permanecería casi veinte años y que sería decisiva en el proceso artístico del pintor. Allí, en efecto, dio por concluido el período formativo de su vida y se fue desprendiendo lentamente de su interés por el arte europeo para iniciar una trayectoria artística marcada por la originalidad y por una exploración absolutamente personal del universo pictórico. En Nueva York se definió, también, su inconfundible lenguaje plástico, caracterizado por el rigor estético, la perfección de la técnica y una imaginación que transfigura los objetos, apoyándose en las formas de la cultura prehispánica y en el simbolismo del arte precolombino para dar libre curso a una poderosa inspiración poética que bebe en las fuentes de una lírica visionaria.
Un año después de su nombramiento como director del Departamento de Artes Plásticas realizó su primer mural, trabajo que le había sido encargado por el Conservatorio Nacional de México y en el que se puso de manifiesto su ruptura con los presupuestos estéticos que habían informado, hasta entonces, las obras de los muralistas encabezados por Diego Rivera, David Alfaro Siqueiros y José Clemente Orozco. En obra mural se percibe un voluntario rechazo a la grandilocuencia y un consciente alejamiento de los mensajes revolucionarios y de los planteamientos políticos esquemáticos que informaban las realizaciones del grupo, lo cual lo enfrentó con "los tres grandes". No puede afirmarse, sin embargo, que su actitud fuera apolítica o reaccionaria, aunque muchas veces se le acusara de ello, pero no cabe duda, y no se abstuvo nunca de decirlo con claridad, que para él la llamada escuela mexicana de pintura mural estaba agotada y que había caído en plena decadencia tras el florecimiento de los años veinte.
La propuesta mural de Tamayo tomaba caminos distintos, innovadores, que desdeñaban las formas más superficialmente populares, folclóricas casi, de la cultura de su país y, por sendas más elaboradas, buscaba la plasmación de sus raíces indígenas y de sus vínculos con la América prehispánica en equivalencias poéticas más sutiles. Aun durante su larga residencia en el extranjero, que se prolongó a lo largo de casi tres décadas, siguió visitando México para encargarse de los trabajos murales que se le encomendaban, muchas veces porque los representantes fresquistas los rechazaban o no podían abarcarlos.
La parte fundamental de su producción, sin embargo, se encauza a través de la pintura de caballete, en la que Tamayo es uno de los pocos artistas latinoamericanos que cultiva la naturaleza muerta (representando objetos, frutos exóticos y también figuras o personajes pintorescos) por medio de una transmutación formal, un elaborado simbolismo de indiscutibles raíces intelectuales y estética experimental que lo alejaron sin duda de la buscada popularidad, pero lo convirtieron en uno de los grandes artistas representativos de la pintura mexicana de la segunda mitad del siglo XX.
Ya a los treinta y siete años, cuando viajó en calidad de delegado al Congreso Internacional de Artistas celebrado en Nueva York, recibió un primer homenaje que le valió, como se ha visto, el nombramiento como profesor de pintura en la Dalton School. Pero puede considerarse que su éxito internacional se consolida cuando, a principios de la década de los cincuenta, la Bienal de Venecia instaló una Sala Tamayo y obtuvo el Primer Premio de la Bienal de São Paulo (1953), junto al francés Alfred Mannesier.

### Detalle del mural América (1956)
Se inicia entonces la época dorada en la vida y en la producción artística del pintor. Comienzan a llover los encargos y se lanza a la producción fresquista tanto en México, donde realiza su primer fresco del Palacio de Bellas Artes de la capital (1952), como en el extranjero, donde sus obras florecen en los ambientes y países más diversos. Pone en pie así, en Houston, Estados Unidos, el que es quizá su mural de mayor envergadura, titulado América (1956); antes, en 1953, había realizado el mural El Hombre para el Dallas Museum of Cine Arts; en 1957, y para la biblioteca de la Universidad de Puerto Rico, lleva a cabo su mural Prometeo y, un año después, en 1958, los ambientes artísticos y culturales europeos que tanto le habían influido en sus comienzos le rinden un cálido homenaje cuando realiza un monumental fresco para el Palacio de la UNESCO en París.
Esta consagración internacional se ve avalada, también, por un largo rosario de galardones, reconocimientos y nombramientos a cargos de organismos artísticos del mundo entero. En 1961 es elegido para integrarse en la Academia de Artes y Letras de Estados Unidos; antes había recibido ya, en 1959, su nombramiento como Miembro Correspondiente de la Academia de Artes de Buenos Aires. Pero el galardón del que se sentiría más orgulloso es anterior a todos ellos: en 1957 había sido nombrado en Francia Caballero de la Legión de Honor, título que siempre consideró como un reconocimiento valiosísimo al proceder de un país que, para él, había sido la cuna del arte de vanguardia.
En 1963 lleva a cabo dos murales para decorar el casco del paquebote Shalom: Israel Ayer e Israel Hoy. Era el resultado de sus amistosas (y controvertidas) relaciones con el Estado de Israel, al que apoyó en los difíciles momentos de su conflicto con los estados árabes a causa del problema palestino. Se explica así que varios museos israelíes, especialmente en Jerusalén y Tel-Aviv, posean numerosas muestras de su producción artística, aunque su obra se ha expuesto prácticamente en todo el mundo y sus creaciones forman hoy parte de las más importantes colecciones y museos internacionales. Los innumerables premios recibidos y las exposiciones individuales que realizó en Nueva York, San Francisco, Chicago, Cincinnati, Buenos Aires, Los Ángeles, Washington, Houston, Oslo, París, Zúrich o Tokio dispararon su cotización artística, que en las décadas de los ochenta y noventa alcanzaría valores astronómicos en la bolsa del arte.
Al iniciarse la década de los sesenta, Rufino Tamayo regresó a su México natal. Su obra revelaba ya la madurez de un hombre que ha bebido de las más distintas fuentes estéticas e intelectuales, integrándolas en una personalidad artística profundamente original. Pese a considerarse a sí mismo "el eterno inconforme con lo que se ha pretendido que es la pintura mexicana", no cabe duda de que Tamayo es un crisol en el que se amalgaman las más vivas tradiciones de su país y las investigaciones estéticas en una síntesis superior de personalísimas características e innegable fuerza expresiva.
Hombre de pocas palabras en su vida cotidiana (consideraba que el pintor debe manifestarse con sus pinceles y que la única razón de una obra es la propia obra), en la producción de Tamayo sorprende la exquisita disposición de los signos que junto a las superficies que comparten se disputan a veces la tela; hay en el volumen de su materia, lentamente forjada en capas superpuestas de color, paulatinamente elaboradas, un colorido peculiar, suntuoso, fruto de estudiadas y brillantes yuxtaposiciones; el poderoso fluir de sus orígenes étnicos, la fuerza mestiza que alienta en el arte de México, empapa su paleta con todas las calidades e intensidad de los azules nocturnos, la palidez de los malvas, el impacto violento de los púrpura, un espectro de naranjas, rosados, verdes, colores de las más primigenias civilizaciones que se concretan en símbolos irónicos o indescifrables, fascinantes para el profano, como los antiguos e inaccesibles jeroglíficos de los templos, como un ritual insólito y sobrecogedor. Todo cabe en su obra, desde la preocupación cósmica por el destino humano hasta la vida erótica.
Su obra como muralista, ciclópea y hecha en el más puro «mexicanismo», culmina en el mural El Día y la Noche. Realizado en 1964 para el Museo Nacional de Antropología e Historia de México, simboliza la lucha entre el día (serpiente emplumada) y la noche (tigre). Ese mismo año recibió el Premio Nacional de Artes. Sus últimos trabajos monumentales datan de 1967 y 1968, cuando por encargo gubernamental realizó los frescos para los pabellones de México en la Exposición de Montreal y en la Feria Internacional de San Antonio (Texas). A partir de entonces, retirado casi, se dedicó de lleno a transmitir el saber acumulado en su larga e intensa vida artística.
Pero, como ya se ha dicho, la parte más significativa de su obra corresponde a su pintura de caballete, que no abandonó hasta poco antes de su muerte. Entre sus numerosas obras hay que citar Hippy en blanco (1972), expuesto en el Museo de Arte Moderno, o Dos mujeres (1981), en el Museo Rufino Tamayo. Su interés por el arte precolombino cristalizó al inaugurarse en 1974, en la ciudad de Oaxaca, el Museo de Arte Prehispánico Rufino Tamayo, con 1300 piezas arqueológicas coleccionadas, catalogadas y donadas por el artista.

## Biografía
Rufino Tamayo nació el 25 de agosto de 1899 en lo que es ahora la Posada Don Mario, ubicada en la calle de Cosijopí n.º 219, centro histórico de Oaxaca, muy próximo al exconvento de Santo Domingo.
Hijo de Miguel Ignacio de Jesús Arellanes Savedra Navarro, zapatero nacido en la Ciudad de Oaxaca y Florentina Tamayo, costurera oriunda de Tlaxiaco, Oaxaca. El matrimonio se separó en 1904, lo que supuso para Rufino un cambio en su forma de vida, residiendo junto a su madre hasta el año 1911, toma el apellido de la mamá después de la separación de sus padres Cuando Florentina falleció, quedó al cuidado de su tía Amalia, que junto con Rufino se trasladó a la Ciudad de México. Su deseo original era convertirse en músico, pero quedó tan impresionado al llegar a la Ciudad de México con la arquitectura colonial que, contaba,  “se me abrieron los ojos en diferentes sentidos”. Teniendo facultades / habilidades para dibujar se percató de que quería ser un artista.
Con la idea de que Rufino podría ayudar al negocio de la familia (fruta por mayoreo) en el futuro, su tía lo inscribió en la escuela de contabilidad en 1914. No obstante tomó clases a escondidas en la ENEBA y no fue hasta 1917 que se inscribió formalmente en la escuela.
Comenzó su educación profesional y académica en 1915, cuando ingresó en la Academia de Bellas Artes de San Carlos de la Ciudad de México (1917). Hasta 1921, permaneció como estudiante en la ENEBA y Tamayo presenta la escuela como un momento de rebeldía en su vida “el ambiente en la escuela era muy desagradable… La perspectiva es el arte de reproducir las cosas tal y como se ven … en un plan de rebeldía  me salía a pintar al patio pues no estaba de acuerdo en hacer pintura académica”. Después del nombramiento de Ramos Martínez como director en 1920, dice Tamayo, abrió la escuela a nuevas tendencias  y su compromiso con la escuela muestra un cambio , sobre todo en las dos corrientes entonces dominantes, neoliberalismo de Ramos Martínez y la estética ingenua promovida por la ENEBA.
En 1921 deja la escuela y se emplea como dibujante en el departamento etnográfico del Museo Nacional de Arqueología, Historia y Etnografía,hasta 1926. Estuvo presente haciendo dibujos  de arte popular y piezas  prehispánicas. A la par  daba clases  para la Secretaría de Educación Pública. Estuvo en la ENEBA hasta 1929.
Comenzó a exponer su obra relativamente pronto, llevándose a cabo su primera exposición en el año 1926. Esta exposición supuso un reconocimiento que le permitió exponer sus obras en el Art Center de Nueva York. A su regreso de Nueva York, Tamayo decidió integrarse a los escritores y artistas asociados a la recién fundada  revista Contemporáneos, gracias a esta influencia y experiencia, Tamayo se colocó como una de las figuras clave  de la vanguardia mexicana moderna.
En 1928, una vez ha regresado de su aventura americana en Nueva York,  ejerció como profesor en la Escuela Nacional de Bellas Artes y, en 1932, fue nombrado director del Departamento de Artes Plásticas de la Secretaría de Educación Pública.
Muchos de sus trabajos entre 1929 y 1938, reflejan su relación con María Izquierdo y la influencia que los dos artistas tuvieron el uno sobre el otro.
En 1938 recibió y aceptó una oferta para enseñar en la Dalton School of Art de Nueva York, por lo cual se trasladó a vivir a la ciudad estadounidense, donde permaneció durante casi veinte años, cosa que provocó una gran evolución en el proceso artístico del pintor. Finaliza en Nueva York su formación, dejando poco a poco de lado su interés por el arte europeo para iniciar una nueva etapa, más original y en la que explora de una forma personal el “universo pictórico”. Se produce también en esta etapa artística la definición de su lenguaje plástico que se caracterizará por el rigor estético, la perfección de la técnica y una capacidad de transfigurar de forma imaginativa los objetos inspirándose en la cultura prehispánica y en el simbolismo del arte precolombino.
En 1933 realizó su primer mural, siguiendo un encargo del Conservatorio Nacional de México. En este mural se puso de manifiesto su ruptura con los presupuestos estéticos de las obras de los otros muralistas.
En 1934 se casa con Olga Flores Rivas y convivirá con ella hasta el final de su vida.
Pese a la importancia y fama de sus murales, Tamayo es, ante todo, pintor de caballete, siendo uno de los temas preferidos la naturaleza muerta (representando objetos, frutos exóticos y también figuras o personajes pintorescos) utilizando una transmutación formal, con un simbolismo con raíces intelectuales y estética experimental. Pueden nombrarse entre sus obras "Hippy en blanco" (1972), expuesto en el Museo de Arte Moderno, o "Dos mujeres" (1981), en el Museo Rufino Tamayo.
En 1936 viaja en calidad de delegado al Congreso Internacional de Artistas celebrado en Nueva York, recibiendo su primer homenaje que le valió, el nombramiento como profesor de pintura en la Dalton School.
En 1941 pinta una de las obras que Más fama le proporcionó, su cuadro "Animales", y durante los años 1940 y 1941, en su creación se puede notar una exigente síntesis que muestra la influencia picassiana.
En 1943 Tamayo realizó la que puede considerarse como su primera obra completamente abstracta, “La naturaleza y el artista” (que se puede observar en el Smith College Collection, Northampton, Massachusetts).
La Segunda Guerra Mundial y el lanzamiento de las bombas nucleares en Nagasaki e Hiroshima, cambia de forma radical la percepción artística del autor, dando pie a telúricas atmósferas en muchos de sus cuadros. También impactó en su espíritu y creatividad el inicio de la era espacial produciéndole un acercamiento plástico con el Universo. Su fama ha ido en aumento y en estos momentos, sus pinturas se exhiben junto a la obra de: Balthus, Chagall, Matisse, Miró y Picasso.
Traslada su residencia a París desde 1949, hasta finales de la década de los años 50. Es en 1950 cuando a raíz de su participación en la XXV Bienal de Venecia, alcanza renombre mundial y se le pasa a considerar como un artista prominente del siglo XX. En este momento su pintura se sintetiza llegando a crear cuadros “semi abstractos”.
De todos modos su éxito internacional se consolida a principios de la década de los cincuenta, en la Bienal de Venecia donde se instala una Sala Tamayo y más tarde cuando obtiene el Primer Premio de la Bienal de São Paulo (1953), junto al francés Alfred Mannesier.
Es a partir de este momento cuando comienza la más productiva etapa de la vida artística de Tamayo. Simultáneamente inicia su etapa fresquista, realizando frescos tanto en México (Palacio de Bellas Artes de la capital en 1952),  como en otros países.
Entre los murales que lleva a cabo destacan:  en 1953, realiza el mural “El Hombre” para el Dallas Museum of Cine Arts;  “América” (1956) , en Houston, Estados Unidos, quizás su mural de mayor envergadura;  ; en 1957,  para la biblioteca de la Universidad de Puerto Rico, “Prometeo”;  en 1958 realiza un monumental fresco para el Palacio de la UNESCO en París. En 1963 lleva a cabo dos murales para decorar el casco del paquebote “Shalom: Israel Ayer e Israel Hoy”. En 1964 realiza el mural “El Día y la Noche”  para el Museo Nacional de Antropología e Historia de México, simbolizando la lucha entre el día (serpiente emplumada) y la noche (tigre). Sus últimos trabajos monumentales son de 1967 y 1968, cuando por encargo gubernamental realizó los frescos para los pabellones de México en la Exposición de Montreal y en la Feria Internacional de San Antonio (Texas).
El reconocimiento internacional de llega también de la mano de galardones, reconocimientos y nombramientos a cargos de organismos artísticos del mundo entero. En 1957 había sido nombrado en Francia Caballero de la Legión de Honor.  En 1959 es nombrado Miembro Correspondiente de la Academia de Artes de Buenos Aires y en 1961 es elegido para integrarse en la Academia de Artes y Letras de Estados Unidos.
En 1964 recibió el Premio Nacional de Artes.

## Tendencia
Tamayo fue alejándose progresivamente del realismo. Pintó los ámbitos internos, la atmósfera, los paisajes urbanos o pueblerinos, la naturaleza  de su realidad local.
En su producción es posible identificar dos etapas distintas. La primera, que va de la década de 1920 a mediados de la de 1950,  tiene una neofiguración cercana al realismo, pero siempre defendiendo o manteniendo la conexión entre sus temas y los problemas sociales.
Puede considerarse que el trabajo de Rufino Tamayo se caracteriza por una voluntad de integración plástica de la herencia precolombina autóctona, la experimentación y las nuevas tendencias pictóricas que revolucionaban los ambientes artísticos europeos a comienzos de siglo. Esta sincretización y ese interés por lo que acontecía en Europa desde el punto de vista artístico marcan diferencia en su trabajo y estilo respecto del núcleo fundamental de los "muralistas", los cuales prefieren mantener una absoluta independencia estética respecto a las tendencias europeas y tener su fuente de inspiración en la herencia pictórica precolombina, marcadamente indigenista.
También se separó del movimiento muralista por su falta de motivación ideológica y revolucionaria, y por tener un marcado acento formal y abstracto del tema indio.

## Reconocimientos

"Cantinflas" por Rufino Tamayo, 1948, en un cartel de la exposición “La Colección de Pintura Mexicana de Jacques y Natasha Gelman”, 1992, en el centro cultural de arte contemporáneo (desaparecido), Ciudad de México

Tamayo está considerado como uno de los principales artistas en la historia de México a la altura de Diego Rivera, José Clemente Orozco o David Alfaro Siqueiros, si bien su obra no posee un enfoque tan político como la de estos.
Aparte de los honores universitarios, Tamayo se ha hecho acreedor de múltiples premios y condecoraciones, entre ellos:
- 2.º Premio de la Pittsburgh International Exhibition (1952)
- Gran Premio de Pintura de la II Bienal de Saõ Paulo (1953)
- Premio Nacional de Ciencias y Artes en Bellas Artes de México 1964.[10][6]
- Premio Colouste Gulbenkian del Instituto de Artes de París (1969)[6]
- Oficial de la Orden de la Legión de Honor de Francia (1970)[6]
- Comendador de la República Italiana (1971)[6]
- Denominación de Hijo Predilecto por el gobierno de Oaxaca (1972)
- Doctor honoris causa por las universidades de Manila, en 1974 y la Nacional Autónoma de México, en 1979[6]
- Copa Oro de Florencia (1975)
- Medalla Albert Einstein del Instituto Technion de Israel (1983)
- Medalla de Oro al Mérito en las Bellas Artes por el rey Juan Carlos I de España (1985)
- Gran Oficial de la Orden al Mérito de la República Italiana (1987)[11]
- Medalla Belisario Domínguez del Senado de la República (1988)
- Miembro honorario del Colegio Nacional el 21 de mayo de 1991.[12]